# Legea maghiară anti-LGBTQ
Legea LXXIX din 2021, care introduce măsuri mai stricte împotriva infractorilor pedofili și modifică anumite reglementări pentru protecția copiilor, a fost adoptată de Parlamentul Ungariei la 15 iunie 2021, cu 157 de voturi. Criticii, inclusiv organizații pentru drepturile omului și partidele de opoziție maghiare de stânga, au condamnat legea ca fiind discriminatorie față de comunitatea LGBT Uniunea Europeană și Statele Unite au criticat modificările legislative, considerându-le o restricție discriminatorie împotriva drepturilor LGBT. În Europa de Est, majoritatea statelor nu au adoptat o poziție clară asupra legii, cu excepția Poloniei, care și-a exprimat sprijinul pentru poziția Ungariei.
Ca răspuns la adoptarea legii, Comisia Europeană a inițiat proceduri de infringement împotriva Ungariei, invocând încălcarea drepturilor fundamentale, inclusiv libertatea de exprimare și principiul nediscriminării, garantate de Carta Drepturilor Fundamentale a Uniunii Europene.